# Universiteit van Nanjing

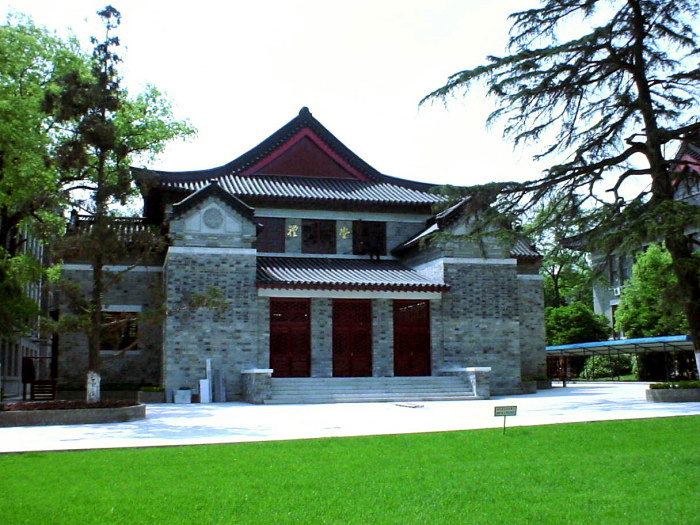

De Universiteit van Nanjing (南京大学, 南京大學, Pinyin: Nánjīng Dàxué; informeel 南大, Pinyin Nándà) is een van de oudste en meest prestigieuze universiteiten in de Volksrepubliek China en is ook een van de oudste instellingen voor hoger onderwijs.
De Universiteit van Nanjing wordt beschouwd als de eerste moderne Chinese universiteit. Tot 1949 was de naam Nationale Centrale Universiteit.
De universiteit is gevestigd op twee plaatsen: in het centrum van Nanjing en in het noordoosten van de stad ten zuiden van de rivier de Yangtze.

## Geschiedenis
De geschiedenis van de universiteit voert terug naar het jaar 258 toen de eerste keizer van Oostelijk Wu een keizerlijke universiteit stichtte. In 317, tijdens de Jin-dynastie, werd de universiteit heropgericht, werden er op het terrein 155 nieuwe kamers gebouwd en begon de universiteit naast studenten uit de hogere kringen nu ook studenten uit gewone families aan te trekken. In het jaar 470, tijdens de Liu Song-dynastie, werd de keizerlijke universiteit een veelomvattend instituut dat hoger onderwijs met onderzoek combineerde en dat vijf afdelingen kende: literatuur, geschiedenis en drie filosofische stromingen, waaronder het confucianisme.
Rond 1400, een periode waarin de universiteit floreerde, bestond zij uit zes colleges: drie op basisniveau, twee op gemiddeld niveau en een voor gevorderden. De Yongle dadian, op dat moment 's werelds grootste algemene encyclopedie, kwam in 1408 gereed op de vestigingslocatie in Nanjing. Aan de encyclopedie was vijf jaar gewerkt door 9169 knappe koppen uit het hele land, onder wie 2180 studenten van de Universiteit van Nanjing. De uitgeverij van de universiteit gaf toen al eeuwen publicaties uit. De schrijver-dichter Wu Cheng'en en de militaire leider Koxinga studeerden er tijdens de Ming-dynastie.
In 1902 werd de onderwijsinstelling in een moderne universiteit omgezet.
De Universiteit van Nanjing heeft binnen het Chinese onderwijssysteem dikwijls een voortrekkersrol gespeeld, zoals bij de invoering van gemengd onderwijs. Tot de prominentste afgestudeerden behoort de voormalige partijleider Jiang Zemin.
De universiteit verleende een eredoctoraat aan onder meer François Mitterrand, George H.W. Bush, Bob Hawke en Boutros Boutros-Ghali.